# قلمرو اوکوتونو
قلمروی اوکوتونو (به ژاپنی: 奥殿藩, Okutono-han) یک هان (ژاپن) در شوگون‌سالاری توکوگاوا در دوره ادو بود. واقع در منطقه کامو و شهرستان نوکاتا، آیچی در ولایت میکاوا (بخشی از استان امروزی استان آیچی)، و در منطقه ساکا، ولایت شینانو، (بخشی از استان امروزی استان ناگانو در ژاپن.